# Mollia ulei
Mollia ulei är en malvaväxtart som beskrevs av Karl Ewald Maximilian Burret. Mollia ulei ingår i släktet Mollia och familjen malvaväxter. Inga underarter finns listade i Catalogue of Life.